# Levala (Mustvee)
Levala (Duits: Lewala) is een plaats in de Estlandse gemeente Mustvee, provincie Jõgevamaa. De plaats heeft de status van dorp (Estisch: küla) en heeft 43 inwoners (2021).
Tot in oktober 2017 viel Levala onder de gemeente Saare. In die maand werd Saare bij de gemeente Mustvee gevoegd.

## Geschiedenis
Levala is vermoedelijk het dorp Lefvel, dat in een document uit 1432 werd genoemd. In 1582 heette het dorp Lewel. Het lag later, in elk geval in 1624, op het landgoed van Roela (dat in 1977 werd herdoopt in Voore). In 1796 werd Levala een ‘semi-landgoed’ (Duits: Beigut, Estisch: poolmõis), een landgoed dat deel uitmaakt van een groter landgoed, in dit geval Rojel (Roela). In het onafhankelijke Estland van na 1919 was Levala weer een dorp.
In 1977 werd het buurdorp Soo-otsa bij Levala gevoegd.